# Venisey
Venisey ist eine französische Gemeinde im Département Haute-Saône in der Region Bourgogne-Franche-Comté.

## Geographie
Venisey liegt auf einer Höhe von 229 m über dem Meeresspiegel, sieben Kilometer östlich von Jussey und etwa 27 Kilometer nordwestlich der Stadt Vesoul (Luftlinie). Das Dorf erstreckt sich im nördlichen Teil des Departements, in einer Mulde des Ruisseau de la Sacquelle (auch Ruisseau de la Tuilerie), östlich des Saônetals.
Die Fläche des 6,80 km² großen Gemeindegebiets umfasst einen Abschnitt in der leicht gewellten Landschaft östlich des oberen Saônetals. Der zentrale Teil des Gebietes wird von der Mulde von Venisey eingenommen, die vom Ruisseau de la Sacquelle nach Süden zur Saône entwässert wird. Die Alluvialniederung weist einen Durchmesser von ungefähr 1,5 Kilometern auf und liegt durchschnittlich auf 225 m. Bei Venisey mündet von Osten der Ruisseau de Frémoncourt in den Ruisseau de la Sacquelle. Landwirtschaftliche Nutzung herrscht hier vor, größere Waldflächen gibt es nur entlang der Gemeindegrenzen.
Flankiert wird die Mulde von Venisey von einem Plateau, das eine Höhe von 260 m erreicht. Im Osten befindet sich die Höhe La Vignotte (281 m), im Nordosten erstreckt sich das Gemeindeareal in die Waldungen auf der Südabdachung des Mont aux Pies. Mit 312 m wird hier die höchste Erhebung von Venisey erreicht. In geologisch-tektonischer Hinsicht besteht das Gelände aus einer Wechsellagerung von sandig-mergeligen und kalkigen Sedimenten, die zur Hauptsache während der Lias (Unterjura) abgelagert wurden.
Nachbargemeinden von Venisey sind Magny-lès-Jussey und Saponcourt im Norden, Contréglise im Osten, Buffignécourt und Montureux-lès-Baulay im Süden sowie Tartécourt im Westen.

## Geschichte
Im Mittelalter gehörte Venisey zur Freigrafschaft Burgund und darin zum Gebiet des Bailliage d’Amont. Die lokale Herrschaft teilten sich die Klöster Cherlieu und Faverney. Das Kloster Cherlieu besaß hier die Grangie Frémoncourt. Zusammen mit der Franche-Comté gelangte das Dorf mit dem Frieden von Nimwegen 1678 definitiv an Frankreich. Heute ist Venisey Mitglied des Gemeindeverbandes Terres de Saône.

## Bevölkerung
| Jahr                       | 1962 | 1968 | 1975 | 1982 | 1990 | 1999 | 2006 | 2018 |
| Einwohner                  | 155  | 149  | 127  | 117  | 130  | 149  | 131  | 132  |
| Quellen: Cassini und INSEE |      |      |      |      |      |      |      |      |

Mit 134 Einwohnern (1. Januar 2022) gehört Venisey zu den kleinen Gemeinden des Départements Haute-Saône. Nachdem die Einwohnerzahl in der ersten Hälfte des 20. Jahrhunderts deutlich abgenommen hatte (1886 wurden noch 294 Personen gezählt), wurde in den letzten Jahren wieder ein leichtes Bevölkerungswachstum verzeichnet.

## Sehenswürdigkeiten

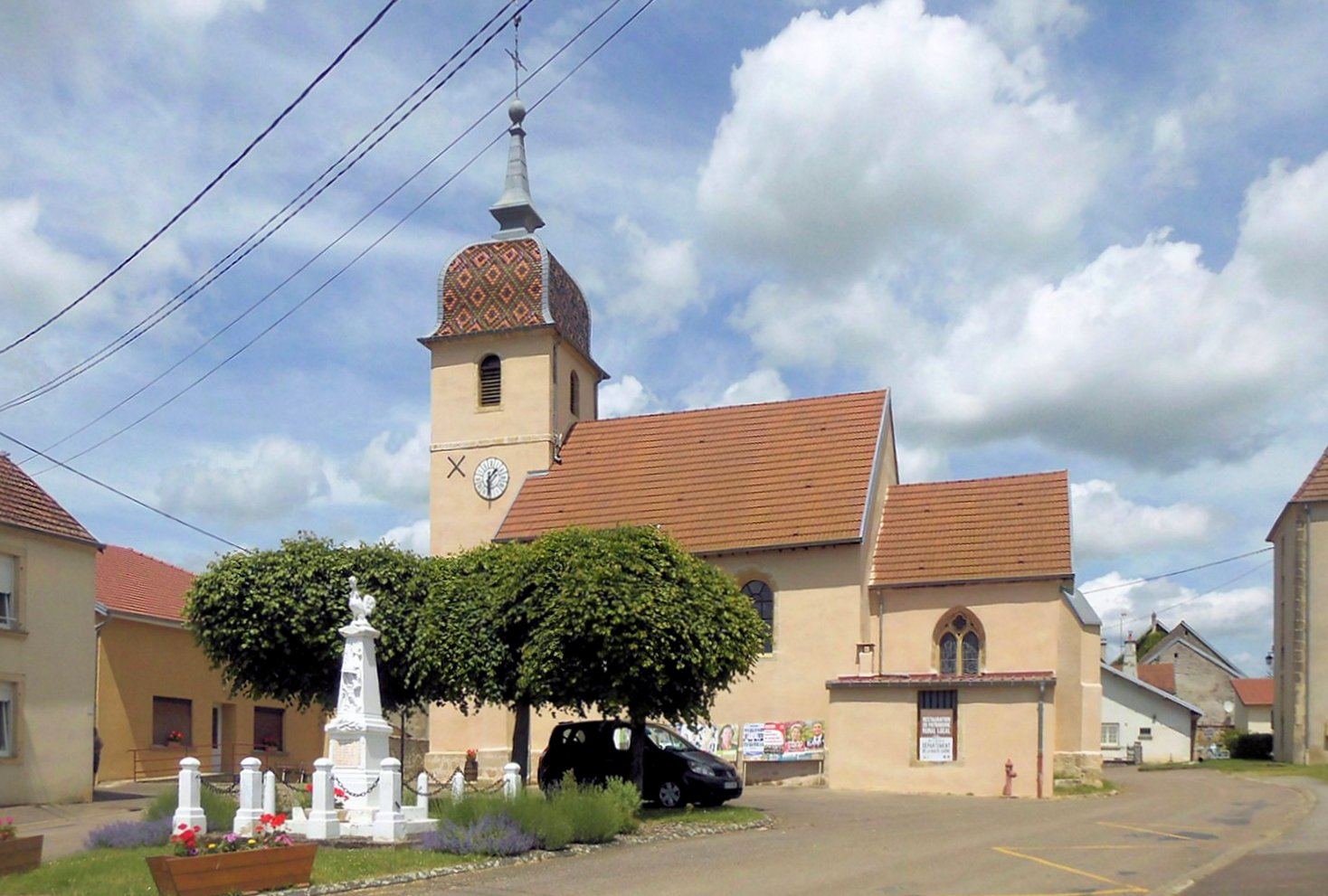
Kirche Nativité-de-Notre-Dame

Die Dorfkirche Nativité-de-Notre-Dame (Mariä Geburt) in Venisey zeigt einen Chorraum im gotischen Flamboyantstil (16. Jahrhundert), während das Schiff und der Turm im 18. Jahrhundert neu erbaut wurden. Sie beherbergt zwei vergoldete Statuen (18. Jahrhundert) und mehrere Grabplatten. Im alten Ortskern sind einige Häuser aus dem 18. Jahrhundert erhalten, die den traditionellen Stil der Haute-Saône zeigen. Zu den weiteren Sehenswürdigkeiten zählen vier Brunnen. Die Dächer zweier ehemaliger Waschhäuser (Lavoirs) sind mit den Ziegeln der ehemaligen Kirche gedeckt. Beim Gehöft Frémoncourt befindet sich ein Taubenhaus aus dem 17. Jahrhundert.

Ehemalige Waschhäuser in Venisey mit den für die Franche-Comté typischen Dachziegeln der ehemaligen Kirche
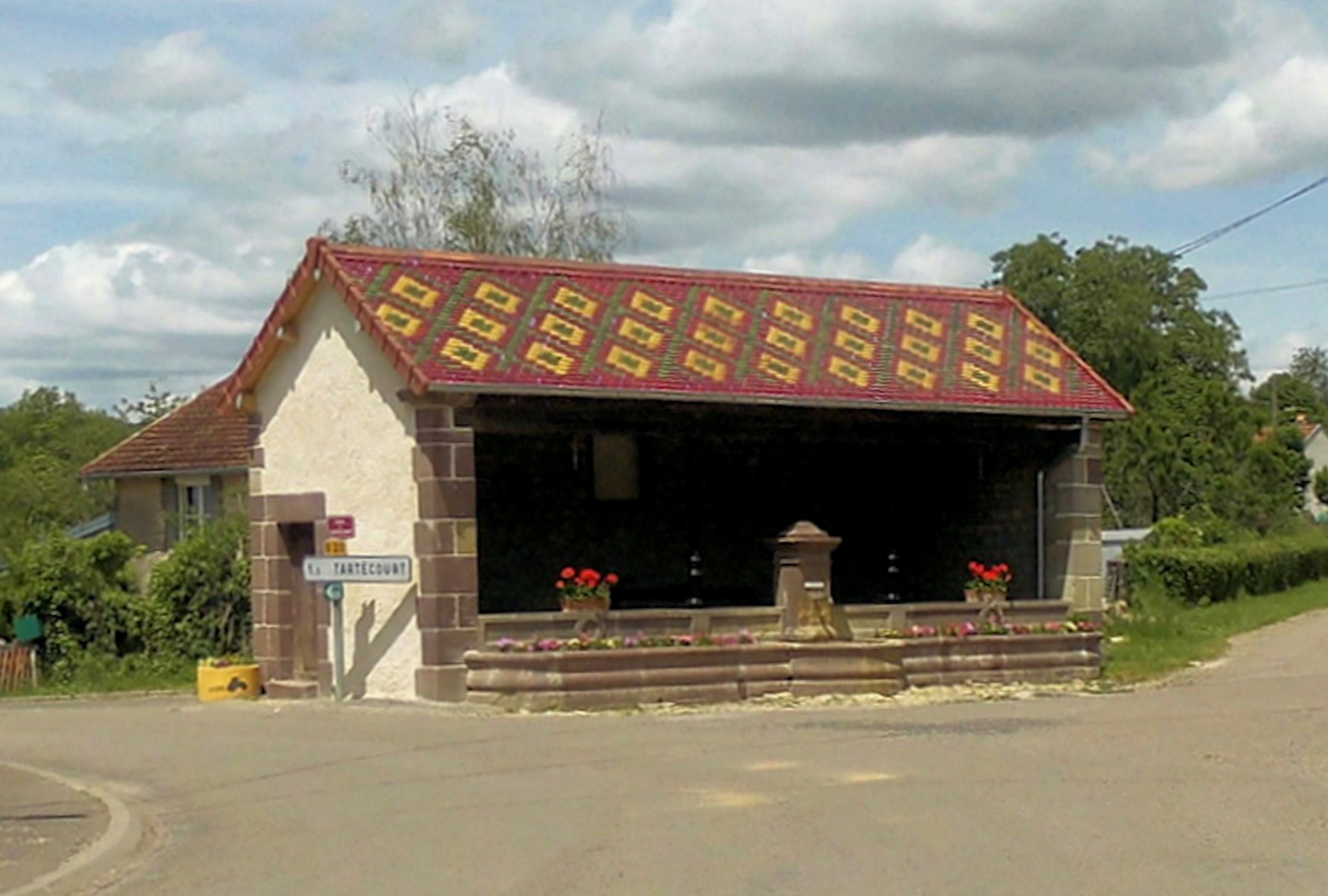
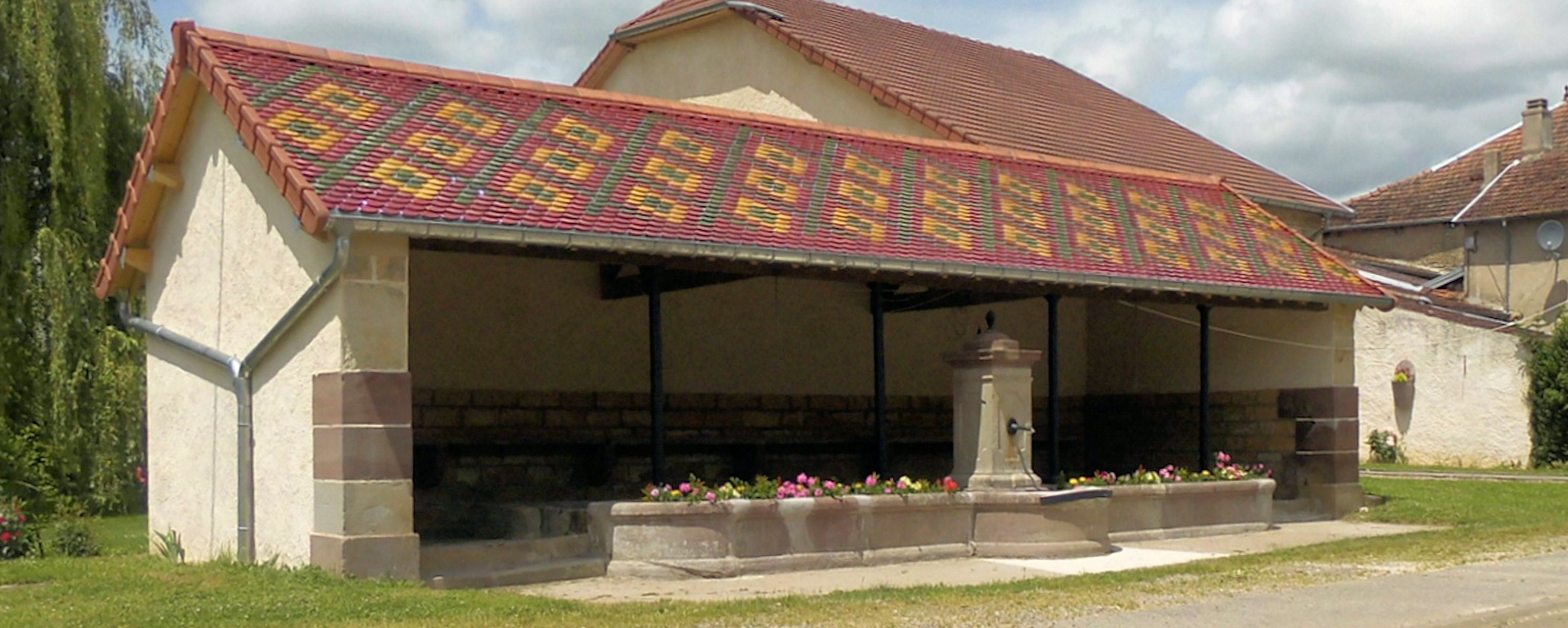

## Wirtschaft und Infrastruktur
Venisey war bis weit ins 20. Jahrhundert hinein ein vorwiegend durch die Landwirtschaft (Ackerbau, Weinbau und Viehzucht) geprägtes Dorf. Heute gibt es einige Betriebe des lokalen Kleingewerbes. In den letzten Jahrzehnten hat sich das Dorf zu einer Wohngemeinde gewandelt. Viele Erwerbstätige sind deshalb Wegpendler, die in den größeren Ortschaften der Umgebung ihrer Arbeit nachgehen.
Der Ort liegt abseits der größeren Durchgangsachsen an einer Departementsstraße, die von Cendrecourt nach Contréglise führt. Weitere Straßenverbindungen bestehen mit Tartécourt, Buffignécourt und Montureux-lès-Baulay.